# Formula 1 98
Formula 1 98 è un videogioco prodotto da Psygnosis, basato sulla stagione 1998 di Formula 1. Il gioco ricopre tutti e 22 i piloti partecipanti di questa stagione e di tutti i circuiti. Il gioco ha la licenza ufficiale FIA.

## Piloti e auto
- Williams Mecachrome
  - 1  Jacques Villeneuve (nel videogioco compare come Williams Driver 1)
  - 2  Heinz-Harald Frentzen
- Scuderia Ferrari
  - 3  Michael Schumacher
  - 4  Eddie Irvine
- Benetton Mecachrome
  - 5  Giancarlo Fisichella
  - 6  Alexander Wurz
- McLaren Mercedes
  - 7  David Coulthard
  - 8  Mika Häkkinen
- Jordan Mugen Honda
  - 9  Damon Hill
  - 10  Ralf Schumacher
- Prost Peugeot
  - 11  Olivier Panis
  - 12  Jarno Trulli
- Sauber Petronas
  - 14  Jean Alesi
  - 15  Johnny Herbert
- Arrows Grand Prix
  - 16  Pedro Diniz
  - 17  Mika Salo
- Stewart Grand Prix Ford
  - 18  Rubens Barrichello
  - 19  Jos Verstappen
- Tyrrell-Ford
  - 20  Ricardo Rosset
  - 21  Toranosuke Takagi
- Minardi Team S.p.A.-Ford
  - 22  Shinji Nakano
  - 23  Esteban Tuero
- Jacques Villeneuve non compare nel videogioco con le licenze ufficiali per motivi di copyright.
- Williams-Mecachrome, Ferrari, Benetton-Mecachrome, McLaren-Mercedes, Jordan-Mugen Honda e Prost-Peugeot compaiono nel videogioco con i propri sponsor principali che usano nel Gran Premio di Gran Bretagna.

## Telecronaca
- Andrea De Adamich
- Andrea Piovan

## Circuiti
- Melbourne
- Interlagos
- Buenos Aires
- Imola
- Monaco
- Catalunya
- Circuit Gilles Villeneuve
- Magny-Cours
- Silverstone
- A1-Ring
- Hockenheimring
- Hungaroring
- Spa-Francorchamps
- Monza
- Nürburgring
- Suzuka

## Circuiti bonus
Concludendo al primo posto nei campionati arcade e gran premio si sbloccheranno queste 2 piste:
- Parco Stunt (Stunt Ring, Anaheim Grand Prix Max)
- Foro Italico (Colosseum, Gran Premio d'Italia Antichità)

## Accoglienza
| Testata                            | Giudizio |
| ---------------------------------- | -------- |
| GameRankings (media al {{{data}}}) | 70%      |
| CVG                                | [ 2 ]    |
| EGM                                | 6.5/10   |
| GamePro                            | [ 4 ]    |
| GameSpot                           | 7.5/10   |
| IGN                                | 7.3/10   |
| PlayStation Official Magazine      | 7/10     |
| Next Station                       | 80%      |
| PlayStation Power                  | 69%      |

Formula 1 98 ha ricevuto un'accoglienza "media" stando alle recensioni aggregate sul sito web GameRankings. PlayStation Power lo ha votato 69%, ritenendolo peggio di F1 '97 e dell'F1 originale. PlayStation Official Magazine lo ha votato 7/10, dichiarando: "Non solo è inferiore a F1 '97, ma non è neanche migliore al Formula 1 originale"; Next Station lo ha invece votato con un 80%, pur dichiarando: "Doveva meravigliare, invece ha deluso.".
Nel febbraio 1999, Formula 1 98 ha ricevuto un premio "Platinum" dalla Verband der Unterhaltungssoftware Deutschland (VUD), grazie alle sue almeno 200,000 copie vendute in Germania, Austria e Svizzera.